# Сайпан (аэропорт)
Международный аэропорт Сайпан, также известный как Международный аэропорт Сайпан имени Франциско Си Ада (англ. Saipan International Airport, (ИАТА: SPN, ИКАО: PGSN, FAA LID: GSN)) — гражданский аэропорт, расположенный на острове Сайпан, Содружество Северных Марианских островов. Порт находится в собственности Управления аэропортами Содружества.
В отличие от большинства аэропортов Соединённых Штатов Америки, имеющих совпадающие коды ИАТА и LID, Международному аэропорту Сайпан присвоен код ФАА «GSN», назначенный в качестве кода ИАТА австралийскому Аэропорту Маунт-Гансон.

## Общие сведения
Международный аэропорт Сайпан занимает площадь в 734 гектара, расположен на высоте 66 метров над уровнем моря и эксплуатирует одну взлётно-посадочную полосу 7/25 размерами 2652 × 61 метров с асфальтовым покрытием.
В период с 31 декабря 2005 по 31 декабря 2006 года Международный аэропорт Сайпан обработал 39 542 операции взлётов и посадок воздушных судов (в среднем 108 операций ежедневно), из них 61 % рейсов пришлось на аэротакси, 19 % — на авиацию общего назначения, 18 % заняли регулярные коммерческие рейсы и 1 % составили рейсы военной авиации.

## Аэропорт во Второй мировой войне

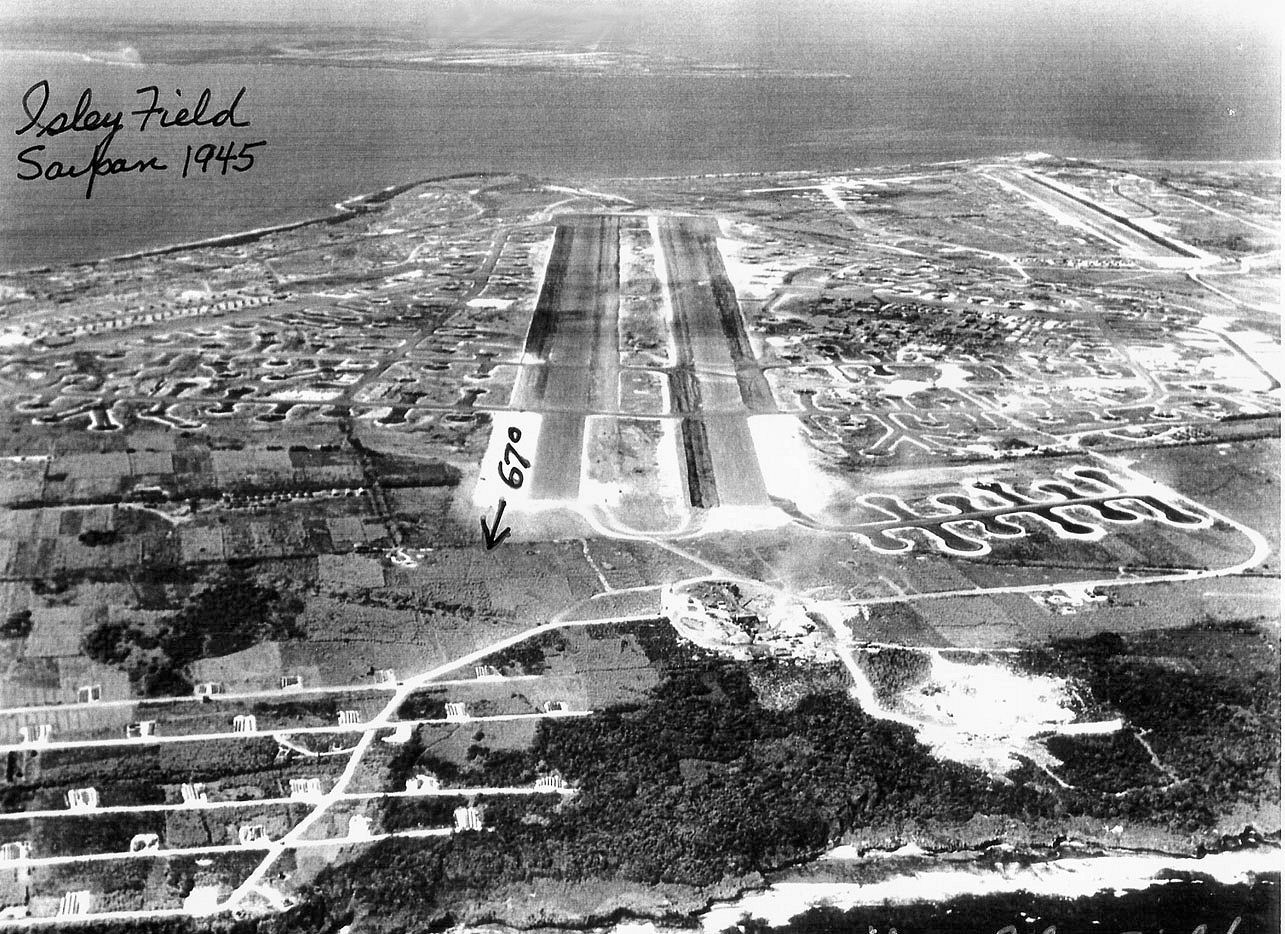
Аэродром Айли-Филд, Сайпан, 1945 год

Аэродромная площадка на месте нынешнего аэропорта была построена японцами в 1934 году и получила название Аэродром Аслито. В середине июня 1944 года на аэродром прибыли две эскадрильи истребителей Mitsubishi A6M Zero Императорских военно-воздушных сил Японии, которые в дальнейшем принимали активное участие в обороне островов в ходе битвы при Марианских островах и к концу июня 1944 года были практически уничтожены американскими военно-воздушными силами.
В ночь с 16 на 17 июня 1944 года в ходе битвы за Сайпан аэродром японцев был захвачен 27-й пехотной дивизией армии США. В конце июня 1944 года аэродром был официально переименован в Аэродром Айли-Филд в честь командующего Военно-морскими силами США Роберта Х. Айли, погибшего 13 июня 1944 года во время очередного обстрела противником базы ВМС.
Перейдя под контроль американских сил аэродром был существенно расширен для приёма стратегических бомбардировщиков Boeing B-29 Superfortress 20-й воздушной армии США. Командование бомбардировочной авиацией определило Аэродром Айли-Филд в качестве одной из основных авиабаз сектора Марианских островов с дальнейшем размещением на аэродроме 73-го бомбардировочного крыла, в составе которого находились 497-я, 498-я, 499-я и 500-я бомбардировочные группы.
Первые самолёты B-29 прибыли на Сайпан 12 октября 1944 года, а к 22 ноября на аэродроме уже находились более ста бомбардировщиков B-29. XXI Командованию бомбардировочной авиации была поставлена главная задача, заключавшаяся в уничтожении инфраструктуры авиационной промышленности Японии бомбардировками с больших высот в дневное время для повышения точности бомбометания.
После нескольких месяцев неудачных налётов с базы Айли-Филд (а также с других баз 20-й воздушной армии США на Гуаме и Тиниане) командующий армией генерал Кёртис Лимей подписал новую директору, согласно которой высотные бомбометания в течение светлого времени суток должны быть заменены бомбёжками с малых высот зажигательными фугасами и затем по результатам оценки взрывов наземных объектов — проведением бомбометаний высокой интенсивности по району горящей промышленной инфраструктуры. Эти ночные налёты стали настоящим кошмаром для милитаристской Японии и оказались максимально эффективными во всём периоде войны, что в конечном итоге привело к массовому уничтожению промышленных объектов Японии, включая крупнейшие промышленные районы Токио, Нагои и Осаки.
После окончания войны четыре бомбардировочные группы были возвращены в США, при этом часть бомбардировщиков B-29 была отправлена на военно-воздушную базу Кларк (англ. Clark Air Base) (Филиппины), основная масса была доставлена на военные аэродромы Техаса и Аризоны с дальнейшим их хранением в течение следующих нескольких лет. В декабре 1945 года 73-е бомбардировочное крыло полностью перебазировалось в США.
В начале 1946 года Аэродром Айли-Филд был передан в ведение гражданской администрации Сайпана.